# Dicranodon adianthoides
Dicranodon adianthoides là một loài rêu trong họ Dicranaceae. Loài này được Hedw. Béhéré mô tả khoa học đầu tiên năm 1826.